# Flandes
Pour les articles homonymes, voir Flandes (homonymie).
Flandes est une municipalité colombienne située dans le département de Tolima.